# Donovan Cech
Pour les articles homonymes, voir Cech.
Donovan Cech, né le 2 mai 1974 au Cap, est un rameur sud-africain d'aviron.
En deux sans barreur avec Ramon Di Clemente, il est sixième aux Jeux olympiques d'été de 2000 à Sydney, puis médaillé de bronze aux Jeux olympiques d'été de 2004 à Athènes. Aux Championnats du monde d'aviron, il est médaillé d'argent en 2002 et 2005 et médaillé de bronze en 2001 et 2003.